# Parinari chocoensis
Parinari chocoensis är en tvåhjärtbladig växtart som beskrevs av Ghillean `Iain' Tolmie Prance. Parinari chocoensis ingår i släktet Parinari och familjen Chrysobalanaceae. Inga underarter finns listade i Catalogue of Life.